# Ernest Blanc-Garin
Ernest Stanislas Blanc-Garin (Givet, 1843 – Schaarbeek, 1916) was een Frans-Belgisch schilder.

## Leven en werk
Blanc-Garin vestigde zich in 1863 in Brussel, waar hij werd gevormd in het atelier van Jan Frans Portaels. In Parijs werkte hij in het atelier van Alexandre Cabanel en volgde lessen aan de École des beaux-arts. Hij deed in 1867 mee aan de Prix de Rome en kreeg een jaar later een eervolle vermelding op de Parijse salon. In 1871 vestigde hij zich definitief in Brussel. Hij schilderde onder meer stadsgezichten en genrevoorstellingen. Hij was medeoprichter van de 'Société des Beaux-Arts de Bruxelles' (1891).
Atelier
Blanc-Garin opende in 1883 in Brussel een atelier voor mannelijke en vrouwelijke studenten. De studenten kregen gescheiden les, de mannen op de begane grond, de dames op de eerste verdieping, elk met een eigen ingang. Tot zijn leerlingen behoorden Marguérite Dielman, Henri Evenepoel, Marie Heijermans, Jo Koster, Adrien-Jean Le Mayeur de Merprès, Louis Raemaekers, Elisabeth Van Ingelgem, Adya van Rees-Dutilh, Emma Verwee, Chrisje van der Willigen en Lucien Wollès. 
In zijn villa in de duinen van Knokke gaf hij ook les aan Pierre Henri Bayaux.

## Schilderijen

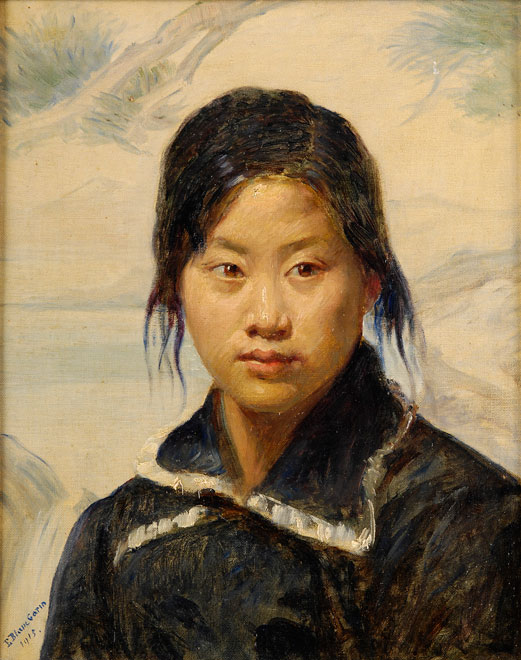
Portret van een Chinese vrouw
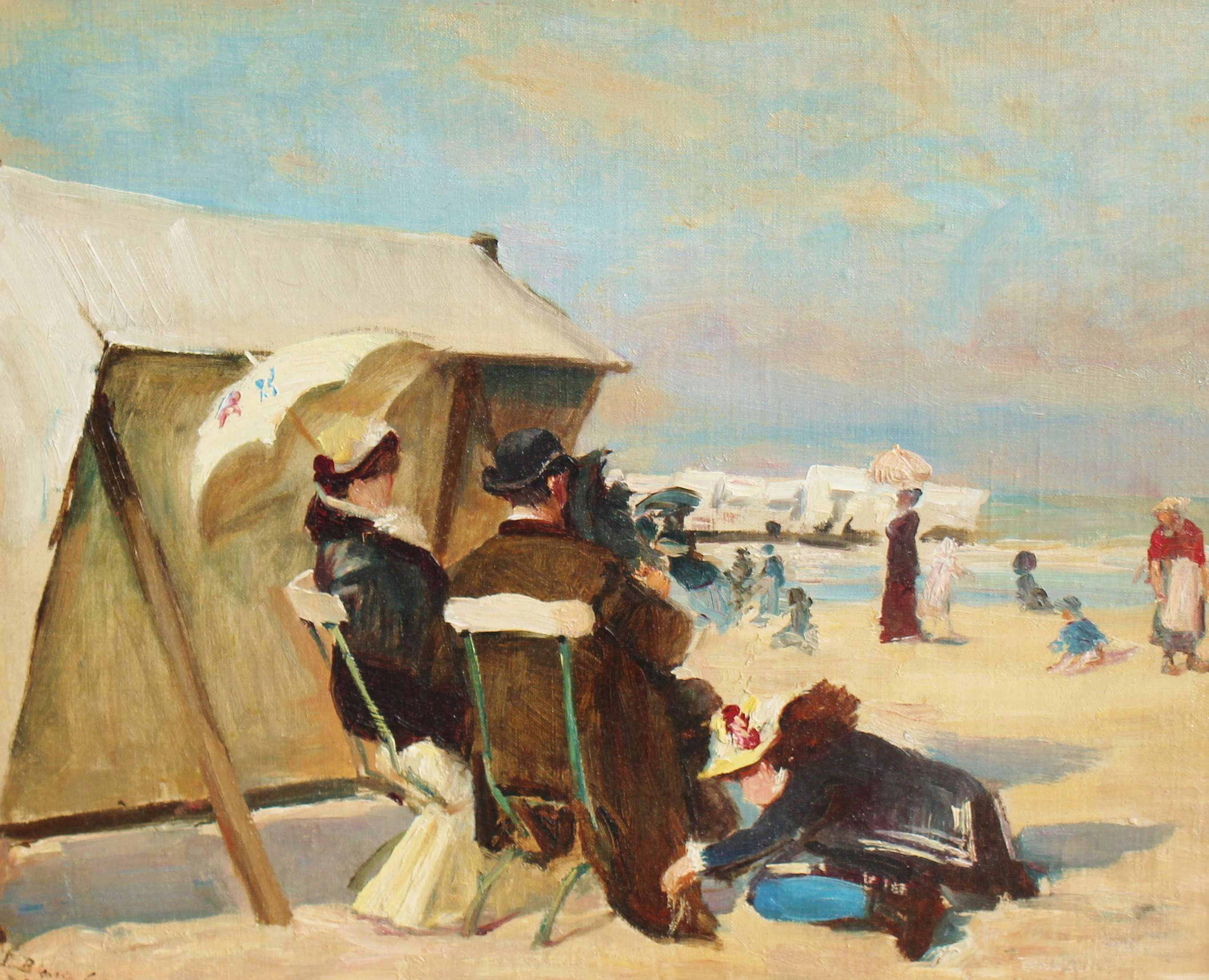
Strandscène (1879)

- RKD-Nederlands Instituut voor Kunstgeschiedenis: 8835
- Union List of Artist Names: 500041170
- Virtual International Authority File: 95947956